# Ryder Cup 2021
De 43e Ryder Cup werd gespeeld in de Verenigde Staten van 24 tot en met 26 september 2021 op het Whistling Straits golfresort, Kohler, Sheboygan, Wisconsin.
Het Amerikaanse team won met 19 - 9 van het Europese team.

## Teams
| Verenigde Staten - Steve Stricker, captain - Collin Morikawa 0 - Dustin Johnson 4 - Bryson DeChambeau 1 - Brooks Koepka 2 - Justin Thomas 1 - Patrick Cantlay 0 Wildcards - Tony Finau 1 - Xander Schauffele 0 - Jordan Spieth 3 - Harris English 0 - Daniel Berger 0 - Scottie Scheffler 0 | Europa - Pádraig Harrington, captain - Jon Rahm 1 - Tommy Fleetwood 1 - Tyrrell Hatton 1 - Bernd Wiesberger 0 - Rory McIlroy 5 - Viktor Hovland 0 - Paul Casey 4 - Matthew Fitzpatrick 1 - Lee Westwood 10 Wildcards - Shane Lowry 0 - Sergio Garcia 9 - Ian Poulter 6 |

Het getal achter de spelersnaam geeft aan hoe vaak hij al in de Ryder Cup gespeeld heeft.

## Vrijdag
Op vrijdag werden vier foursomes en vier fourballpartijen gespeeld. De captains bepaalden de teamsamenstellingen en de volgorde van afslaan. Aan het einde van de dag stond Amerika voor met 6–2.
| Foursomes                         |                                |                                  |
| Vlag van Verenigde Staten         | Score                          | Vlag van Europa                  |
| Justin Thomas Jordan Spieth       | Europa won met 3 & 1           | Jon Rahm Sergio Garcia           |
| Dustin Johnson Collin Morikawa    | Verenigde Staten won met 3 & 2 | Paul Casey Viktor Hovland        |
| Brooks Koepka Daniel Berger       | Verenigde Staten won met 2 & 1 | Lee Westwood Matthew Fitzpatrick |
| Patrick Cantlay Xander Schauffele | Verenigde Staten won met 5 & 3 | Rory McIlroy Ian Poulter         |
|                                   | Sessie 1: 3 – 1                |                                  |
|                                   | Totaal: 3 – 1                  |                                  |

| Four-ball                           |                                |                                |
| Vlag van Verenigde Staten           | Score                          | Vlag van Europa                |
| Dustin Johnson Xander Schauffele    | Verenigde Staten won met 2 & 1 | Paul Casey Bernd Wiesberger    |
| Bryson DeChambeau Scottie Scheffler | Halved                         | Jon Rahm Tyrrell Hatton        |
| Tony Finau Harris English           | Verenigde Staten won met 4 & 3 | Rory McIlroy Shane Lowry       |
| Justin Thomas Patrick Cantlay       | Halved                         | Tommy Fleetwood Viktor Hovland |
|                                     | Sessie 2: 3 – 1                |                                |
|                                     | Totaal: 6 – 2                  |                                |

## Zaterdag
Op zaterdag werden ook vier foursomes en vier fourballpartijen gespeeld. De captain bepaalde welke speler in welke partij speelde.
| Foursomes                         |                                |                                  |
| Vlag van Verenigde Staten         | Score                          | Vlag van Europa                  |
| Brooks Koepka Daniel Berger       | Europa won met 3 & 1           | Jon Rahm Sergio Garcia           |
| Dustin Johnson Collin Morikawa    | Verenigde Staten won met 2 & 1 | Paul Casey Tyrrell Hatton        |
| Justin Thomas Jordan Spieth       | Verenigde Staten won met 2 Up  | Viktor Hovland Bernd Wiesberger  |
| Xander Schauffele Patrick Cantlay | Verenigde Staten won met 2 & 1 | Lee Westwood Matthew Fitzpatrick |
|                                   | Sessie 3: 3 – 1                |                                  |
|                                   | Totaal: 9 – 3                  |                                  |

| Four-ball                           |                                |                                |
| Vlag van Verenigde Staten           | Score                          | Vlag van Europa                |
| Tony Finau Harris English           | Europa won met 1 Up            | Shane Lowry Tyrrell Hatton     |
| Brooks Koepka Jordan Spieth         | Europa won met 2 & 1           | Jon Rahm Sergio Garcia         |
| Scottie Scheffler Bryson DeChambeau | Verenigde Staten won met 3 & 1 | Tommy Fleetwood Viktor Hovland |
| Dustin Johnson Collin Morikawa      | Verenigde Staten won met 4 & 3 | Ian Poulter Rory McIlroy       |
|                                     | Sessie 4: 2 –2                 |                                |
|                                     | Totaal: 11 – 5                 |                                |

## Zondag
Op zondag werden 12 singles gespeeld. De volgorde van de 12 spelers werd door de captains bepaald. Er waren 28 punten te verdelen. Verenigde Staten had al 11 punten en hoefde slechts 3½ punt bij de singles te behalen. Het winnende halve punt werd behaald door Collin Morikawa, terwijl Dustin Johnson alle vijf zijn wedstrijden wist te winnen. Amerika won voor de 28ste keer de Ryder Cup en het was de negende overwinning op Europa sinds 1979. Europa won twaalf keer.
| Singles                   |                                |                     |
| Vlag van Verenigde Staten | Score                          | Vlag van Europa     |
| Xander Schauffele         | Europa won met 3 & 2           | Rory McIlroy        |
| Patrick Cantley           | Verenigde Staten won met 4 & 2 | Shane Lowry         |
| Scottie Scheffler         | Verenigde Staten won met 4 & 3 | Jon Rahm            |
| Bryson DeChambeau         | Verenigde Staten won met 3 & 2 | Sergio Garcia       |
| Collin Morikawa           | Halved                         | Viktor Hovland      |
| Dustin Johnson            | Verenigde Staten won met 1 Up  | Paul Casey          |
| Brooks Koepka             | Verenigde Staten won met 2 & 1 | Bernd Wiesberger    |
| Tony Finau                | Europa won met 3 & 2           | Ian Poulter         |
| Justin Thomas             | Verenigde Staten won met 4 & 3 | Tyrrell Hatton      |
| Harris English            | Europa won met 1 Up            | Lee Westwood        |
| Jordan Spieth             | Halved                         | Tommy Fleetwood     |
| Daniel Berger             | Verenigde Staten won met 1 Up  | Matthew Fitzpatrick |
|                           | Sessie 5: 8 – 4                |                     |
|                           | Einduitslag 19 – 9             |                     |

## Winnaar
|                                       |
| Vlag van Verenigde Staten             |
| VERENIGDE STATEN 28ste Ryder Cup zege |